# Unter-Sensbach
Unter-Sensbach ist ein Stadtteil der am 1. Januar 2018 neu gegründeten Stadt Oberzent im südhessischen Odenwaldkreis.

## Geographische Lage
Unter-Sensbach liegt in der Mitte des Talzuges, der von dem Sensbach in allgemeiner Nord-Süd-Richtung durchflossen wird, eingerahmt im Westen von dem bis 558 Meter aufragenden Höhenzug der Sensbacher Höhe und im Osten von einer Bergkette, die im Falkenberg 546 Meter erreicht.

## Geschichte

### Ortsgeschichte
Das Bestehen des Ortes ist unter dem Namen Senczelsbach seit 1353 und unter dem Namen Nieder-Sentzelspach seit 1363 urkundlich belegt. Hinsichtlich des Zentgerichts war Unter-Sensbach geteilt. Unter-Sensbach unter der Linde gehörte zur Pfälzischen Zent Eberbach, ober der Linde begann die Erbach-Fürstenauische Zent Beerfelden. Auf einem Bergrücken wurde 1961 am Ende der Kirchstraße eine evangelische Kirche errichtet. 
Hessische Gebietsreformen (1970–1977, 2018)
Am 1. Februar 1971 fusionierte die Gemeinde Unter-Sensbach im Zuge der Gebietsreform in Hessen freiwillig mit den Gemeinden Ober-Sensbach und Hebstahl zur Gemeinde Sensbachtal, die wiederum am 1. Januar 2018 mit weiteren Gemeinden die Stadt Oberzent bildete.
Für die Orte Hebstahl, Unter- und Ober-Sensbach wurde ein gemeinsamer Ortsbezirk mit Ortsbeirat und Ortsvorsteher nach der Hessischen Gemeindeordnung gebildet.

### Verwaltungsgeschichte im Überblick
Die folgende Liste zeigt die Staaten und Verwaltungseinheiten, denen Unter-Sensbach angehört(e):
- vor 1806: Heiliges Römisches Reich, Grafschaft Erbach-Fürstenau, Amt Freienstein
- ab 1806: Großherzogtum Hessen (Souveränitätslande),[Anm. 2] Fürstentum Starkenburg, Amt Freienstein (zur Standesherrschaft Erbach gehörig)
- ab 1815: Großherzogtum Hessen[Anm. 3] (Souveränitätslande), Provinz Starkenburg, Amt Freienstein (zur Standesherrschaft Erbach gehörig)
- ab 1822: Großherzogtum Hessen, Provinz Starkenburg, Landratsbezirk Erbach[Anm. 4]
- ab 1848: Großherzogtum Hessen, Regierungsbezirk Erbach
- ab 1852: Großherzogtum Hessen, Provinz Starkenburg, Kreis Erbach
- ab 1871: Deutsches Reich,[Anm. 5] Großherzogtum Hessen, Provinz Starkenburg, Kreis Erbach
- ab 1918: Deutsches Reich, Volksstaat Hessen,[Anm. 6] Provinz Starkenburg, Kreis Erbach
- ab 1938: Deutsches Reich, Volksstaat Hessen, Landkreis Erbach[7][Anm. 7]
- ab 1945: Amerikanische Besatzungszone,[Anm. 8] Groß-Hessen, Regierungsbezirk Darmstadt, Landkreis Erbach
- ab 1946: Amerikanische Besatzungszone, Hessen, Regierungsbezirk Darmstadt, Landkreis Erbach
- ab 1949: Bundesrepublik Deutschland, Hessen, Regierungsbezirk Darmstadt, Landkreis Erbach
- ab 1971: Bundesrepublik Deutschland, Hessen, Regierungsbezirk Darmstadt, Landkreis Erbach, Gemeinde Sensbachtal[Anm. 9]
- ab 1972: Bundesrepublik Deutschland, Hessen, Regierungsbezirk Darmstadt, Odenwaldkreis, Gemeinde Sensbachtal
- ab 2018: Bundesrepublik Deutschland,  Hessen, Regierungsbezirk Darmstadt, Odenwaldkreis, Stadt Oberzent[Anm. 10]

## Bevölkerung

### Einwohnerentwicklung
- 1545: 6 wehrfähige Männer[1]
- 1961: 484 evangelische (= 92,72 %), 27 katholische (= 5,17 %) Einwohner[1]

| Unter-Sensbach: Einwohnerzahlen von 1829 bis 2020 | Unter-Sensbach: Einwohnerzahlen von 1829 bis 2020 | Unter-Sensbach: Einwohnerzahlen von 1829 bis 2020 | Unter-Sensbach: Einwohnerzahlen von 1829 bis 2020 | Unter-Sensbach: Einwohnerzahlen von 1829 bis 2020 |
| --- | ------------------------------------------------- | ------------------------------------------------- | ------------------------------------------------- | ------------------------------------------------- |
| Jahr |                                                   |                                                   |                                                   | Einwohner                                         |
| 1829 | 1829                                              |                                                   | 416                                               | 416                                               |
| 1834 | 1834                                              |                                                   | 444                                               | 444                                               |
| 1840 | 1840                                              |                                                   | 504                                               | 504                                               |
| 1846 | 1846                                              |                                                   | 523                                               | 523                                               |
| 1852 | 1852                                              |                                                   | 482                                               | 482                                               |
| 1858 | 1858                                              |                                                   | 501                                               | 501                                               |
| 1864 | 1864                                              |                                                   | 512                                               | 512                                               |
| 1871 | 1871                                              |                                                   | 574                                               | 574                                               |
| 1875 | 1875                                              |                                                   | 584                                               | 584                                               |
| 1885 | 1885                                              |                                                   | 573                                               | 573                                               |
| 1895 | 1895                                              |                                                   | 560                                               | 560                                               |
| 1905 | 1905                                              |                                                   | 550                                               | 550                                               |
| 1910 | 1910                                              |                                                   | 568                                               | 568                                               |
| 1925 | 1925                                              |                                                   | 519                                               | 519                                               |
| 1939 | 1939                                              |                                                   | 454                                               | 454                                               |
| 1946 | 1946                                              |                                                   | 602                                               | 602                                               |
| 1950 | 1950                                              |                                                   | 560                                               | 560                                               |
| 1956 | 1956                                              |                                                   | 514                                               | 514                                               |
| 1961 | 1961                                              |                                                   | 522                                               | 522                                               |
| 1967 | 1967                                              |                                                   | 527                                               | 527                                               |
| 1970 | 1970                                              |                                                   | 513                                               | 513                                               |
| 1980 | 1980                                              |                                                   | ?                                                 | ?                                                 |
| 1990 | 1990                                              |                                                   | ?                                                 | ?                                                 |
| 2000 | 2000                                              |                                                   | ?                                                 | ?                                                 |
| 2011 | 2011                                              |                                                   | 468                                               | 468                                               |
| 2018 | 2018                                              |                                                   | 434                                               | 434                                               |
| 2020 | 2020                                              |                                                   | 423                                               | 423                                               |
| Datenquelle: Historisches Gemeindeverzeichnis für Hessen: Die Bevölkerung der Gemeinden 1834 bis 1967. Wiesbaden: Hessisches Statistisches Landesamt, 1968. Weitere Quellen: LAGIS; Zensus 2011 |                                                   |                                                   |                                                   |                                                   |

### Einwohnerstruktur 2011
Nach den Erhebungen des Zensus 2011 lebten am Stichtag dem 9. Mai 2011 in Unter-Sensbach 468 Einwohner. Darunter waren 21 (4,5 %) Ausländer.
Nach dem Lebensalter waren 63 Einwohner unter 18 Jahren, 183 zwischen 18 und 49, 120 zwischen 50 und 64 und 102 Einwohner waren älter.
Die Einwohner lebten in 195 Haushalten. Davon waren 48 Singlehaushalte, 51 Paare ohne Kinder und 66 Paare mit Kindern, sowie 24 Alleinerziehende und 6 Wohngemeinschaften. In 33 Haushalten lebten ausschließlich Senioren und in 117 Haushaltungen lebten keine Senioren.

## Kultur und Sehenswürdigkeiten
Einige Laufbrunnen, Stellsteinreihen und Kellerportale stehen unter Denkmalschutz neben einem bedeutenden alten Hubenhof des 17./18. Jahrhunderts in außergewöhnlich vollständigem Erhaltungszustand.

## Verkehr
Für den überörtlichen Verkehr ist Unter-Sensbach durch die Landesstraße L 3120 erschlossen, die aus nordwestlicher Richtung von Beerfelden her über die Sensbacher Höhe (Sattelhöhe 525 Meter) kommt und dann den Sensbach talabwärts begleitend erst Unter-Sensbach und dann Hebstahl erreicht.